# Paderne (A Coruña)
Paderne ist ein Municipio in der autonomen Gemeinschaft Galicien in Spanien. Sie gehört der Provinz A Coruña an. 2024 hatte die Gemeinde 2.387 Einwohner.

## Lage
Paderne liegt 26 Kilometer östlich von A Coruña.

## Bevölkerungsentwicklung der Gemeinde
Quelle: INE-Archiv – grafische Aufarbeitung für Wikipedia

## Gemeindegliederung
Die Gemeinde Paderne ist in neun Parroquias gegliedert:
| Parroquias              | Patrozinium   | Einwohner 2024 | Fläche km² | Dichte Einw./km² | Höhe msnm | Ortskennzahl |
| ----------------------- | ------------- | -------------- | ---------- | ---------------- | --------- | ------------ |
| Adragonte               | Santiago      | 225            | 4,93       | 46               | 263       | 15064010000  |
| Obre                    | Santo André   | 228            | 1,85       | 123              | 100       | 15064020000  |
| Paderne                 | San Xoán      | 180            | 1,43       | 126              | 156       | 15064030000  |
| Quintas                 | Santo Estevo  | 214            | 3,48       | 61               | 128       | 15064040000  |
| San Pantaleón das Viñas | San Pantaleón | 621            | 3,76       | 165              | 0         | 15064090000  |
| San Xulián de Vigo      | San Xulián    | 207            | 7,95       | 26               | 230       | 15064070000  |
| Souto                   | Santa María   | 347            | 4,49       | 77               | 67        | 15064050000  |
| Vilamourel              | San Xoán      | 102            | 3,62       | 28               | 224       | 15064080000  |
| Vilouzás                | San Salvador  | 312            | 8,36       | 37               | 0         | 15064060000  |

## Wirtschaft
| Ackerbau, Viehzucht und Fischerei                                                  | 057   | 05,68  |
| Industrie                                                                          | 0137  | 013,66 |
| Bauwirtschaft                                                                      | 078   | 07,78  |
| Dienstleistungsbetriebe                                                            | 0731  | 072,88 |
| Total                                                                              | 1.003 | 100,00 |
| * Daten aus dem Statistischen Amt für Wirtschaftliche Entwicklung in Galicien, IGE |       |        |

## Lokale Feste
- 16. Juli: Fest der Virxe do Carme
- 27. Juli: Fest in Ehre von San Pantaleón
- 6. August: Fest in Ehre von San Salvador de Vilouzás